# Busqueta bruna
La busqueta bruna (Iduna opaca) és una espècie d'ocell de la família dels acrocefàlids (Acrocephalidae) que habita zones àrides amb arbres o arbusts, normalment a prop de l'aigua, i que cria a la península Ibèrica (principalment a la meitat oriental), nord del Sàhara Occidental, Marroc, nord d'Algèria i Tunis. Passa l'hivern a l'Àfrica Occidental.